# Пепси
Пепси је газирано безалкохолно пиће које производи америчко предузеће Пепси-ко, а настало је 1893. године под називом Бредово пиће (енгл. Brad's Drink).

## Историја
Кејлеб Бредем апотекар из Њу Берна је осмислио пиће које се звало Бредово пиће а касније му променио име у Пепси-кола. Након успешне рекламе и продаје у оквиру своје апотеке 1902. оснива предузеће Пепси-кола са којим аплицира на тржишту за заштиту робне марке. Године 1903. је продао 7.968 галона сирупа. Иако је продаја овог пића сваке године била све већа, трошкови пословања су се повећали када је почео рат, те је предузеће 1923. банкротирало. Бредем је продао Пепси као робну марку другој компанији.

## Реклама
Прва реклама је била постер на којем се налазио Барни Олдфилд један од првих професионалних возача.

## Рат кола
Такозвани рат кола почиње 1975. када Пепси снима рекламу Пепси изазов или Пепси челенџ у којој људи добију две необележене чаше, са Пепси-колом и Кока-колом и изаберу Пепси.